# Mais n'te promène donc pas toute nue !
Mais n'te promène donc pas toute nue est une comédie en un acte de Georges Feydeau créée le 25 novembre 1911 au théâtre Femina (Paris).

## Argument
Le député Ventroux, qui doit recevoir un important industriel, M. Hochepaix, tente de convaincre sa femme d'arrêter de se promener en tenue légère dans l'appartement comme elle en a pris l'habitude. Une dispute éclate entre les époux qu'arbitrent malgré eux Hochepaix et le valet de Clarisse, Victor.

## Distribution de la création
- Armande Cassive : Clarisse Ventroux
- Gabriel Signoret : Ventroux
- Guyon fils : Hochepaix

## Adaptation pour le grand écran
- Réalisateur : Léo Joannon
- Avec Arletty, Félix Oudart, Charles Redgie, Sinoël et Jean Tissier.
- Année : 1936
- Durée : 40 minutes

Lire : Mais n'te promène donc pas toute nue ! (film)

## Représentation de laComédie-Française[1]
- Mise en scène : Jean-Laurent Cochet
- Louis Seigner : Hochepaix
- Jacques Charon : Ventroux
- Jean-Luc Moreau : Victor
- Micheline Boudet : Clarisse Ventroux
- Alain Feydeau.     : Romain de Jaival
- Date de diffusion : 1971

## Quelques productions
- 2010 : Du mariage au divorce, spectacle conçu et mis en scène par Alain Françon comprenant quatre pièces en un acte de Georges Feydeau : On purge bébé, Feu la mère de Madame, Léonie est en avance et Mais n'te promène donc pas toute nue, Théâtre national de Strasbourg (sept.-oct. 2010) puis théâtre Marigny (janv.-mai 2011)